# تشيت أ. وين
تشيت أ. وين (بالإنجليزية: Chet A. Wynne)‏ هو مدير فني أمريكي، ولد في 23 نوفمبر 1898 في لونغ أيلاند في الولايات المتحدة، وتوفي في 1 يوليو 1967 في أوك بارك في الولايات المتحدة.

## وصلات خارجية
- تشيت أ. وين على موقع مرجع كرة القدم المحترفة.كوم (الإنجليزية)